# كارلو مارتيني
كارلو مارتيني (بالإيطالية: Carlo Maria Martini)‏‏ (15 فبراير 1927 - 31 أغسطس 2012) هو يسوعي إيطالي، وكاردينال في الكنيسة الكاثوليكية. كان رئيس أساقفة ميلانو من سنة 1980 حتى سنة 2002، وأصبح كاردينالاً سنة 1983. كما يعتبر أحد كبار وجوه الكنيسة الكاثوليكية وكبير جناحها «التقدمي الليبرالي». كما كان معلماً وخبيراً وباحثاً في الكتاب المقدس، وعميد موقر للجامعة الغريغورية الحبرية والمعهد الكتابي الحبري، وكراعٍ حكيم لأبرشية ميلانو.

## حياته
ولد مارتيني في سنة 1927 في تورينو شمال المملكة الإيطالية. حصل على تعليمه الابتدائي من المدارس اليسوعية، ودخل الرهبنة اليسوعية سنة 1944. ثم سيم كاهناً في 13 يوليو 1952، بعدها أنهى دراسته الفلسفية واللاهوتية في ميلان، وحصل على درجة الدكتوراه في اللاهوت الأساسي من الجامعة الغريغورية الحبرية، ثم حصل على درجة الدكتوراه في الكتاب المقدس من معهد الكتاب المقدس البابوي. ألف خلال حياته 40 كتاباً، وتعلم 11 لغة.
سيم أسقفاً سنة 1980 من البابا يوحنا بولس الثاني، وأصبح كاردينالاً سنة 1983. خلال الفترة (1987 - 1993) كان رئيساً لمجلس الأساقفة الأوروبيين، كما كان عضواً في الأكاديمية البابوية للعلوم عام 2000.

## الجوائز والتشريفات
حصل مارتيني على أول لقب رعوي له عند تعيينه رئيساً لأساقفة ميلانو، وحصل سنة 1996 على الدكتوراه الفخرية من الأكاديمية الروسية للعلوم، ونال جائزة الأمير أستورياس للعلوم الاجتماعية في اسبانبا عام 2000. حصل على شهرة واسعة نتيجة كتاباته المدافعة عن المرأة في الكنيسة، وتطرقه للمواضيع الجنسية في كتاباته.

## روابط خارجية
- كارلو مارتيني على موقع مونزينجر (الألمانية)